# Tomarctus
Tomarctus és un gènere extint de mamífers carnívors de la família dels cànids que visqueren a Centreamèrica i Nord-amèrica. Se n'han trobat restes fòssils al Canadà, els Estats Units, Mèxic i Panamà. Les espècies d'aquest grup atenyien 90 cm de llargada i un pes de fins a 18 kg. La potència dels músculs de la mandíbula indica que eren carronyaires. Antigament se suposava que eren els avantpassats dels llops, els gossos i les guineus, error que encara es troba en nombroses obres de divulgació, però avui en dia es creu que hi tenen una relació força llunyana. El nom genèric Tomarctus significa ‘os tallat’.